# Tipula fulvogrisea
Tipula fulvogrisea är en tvåvingeart som först beskrevs av Pierre 1924.  Tipula fulvogrisea ingår i släktet Tipula och familjen storharkrankar.
Artens utbredningsområde är Algeriet. Inga underarter finns listade i Catalogue of Life.